# Erik Parlevliet
Erik Parlevliet (8. června 1964 Zevenaar – 22. června 2007) byl nizozemský hráč pozemního hokeje, účastník 24. letních olympijských her 1988 v Soulu, na nichž reprezentační tým Nizozemska získal bronzové medaile.
Erik Parlevliet reprezentoval Nizozemsko celkem ve 155 zápasech, v nichž jako útočník vstřelil 47 branek. S Nizozemskem získal v roce 1990 ještě Světový pohár v pozemním hokeji. Za národní tým startoval pětkrát i na prestižním turnaji šampionů („Hockey Champions Trophy“).

## Nizozemsko na turnaji pozemních hokejistů na LOH 1988

### Složení týmu
Národní tým Nizozemska hrál na olympijském turnaji v Soulu ve složení:
Marc Benninga, Floris Jan Bovelander, Jacques Brinkman, Maurits Crucq, Marc Delissen, Cees Jan Diepeveen, Patrick Faber, Taco van den Honert, Ronald Jansen, René Klaassen, Hendrik Jan Kooijman, Hidde Kruize, Frank Leistra, Erik Parlevliet, Gert Jan Schlatmann, Tim Steens, trenér Hans Jorritsma.

### Zápasy Nizozemska
Turnaje v pozemním hokeji mužů se v Soulu zúčastnilo dvanáct celků, které byly rozděleny do dvou skupin. Ve skupině A hrálo Nizozemsko, Pákistán, Španělsko, Argentina, Austrálie a Keňa. Zápasy Nizozemska (Parlevliet hrál ve všech zápasech):
18. září: Nizozemsko – Argentina 5:1 (poločas 2:1) – 1 branku vstřelil Parlevliet; 20. září: Nizozemsko – Španělsko 1:1 (0:0); 22. září: Austrálie – Nizozemsko 3:2 (2:0); 24. září: Nizozemsko – Keňa 2:1 (1:0); 26. září: Nizozemsko – Pákistán 2:0 (0:0).
Pořadí ve skupině A: 1. Austrálie 10 b., 2. Nizozemsko 7 b., 3. Pákistán 6 b., 4. Argentina 4 b., 5. Španělsko 3 b., 6. Keňa 0 b.
Semifinále: 28. září: SRN – Nizozemsko 2:1 (0:1)
Utkání o 3.–4. místo: 1. října: Nizozemsko – Austrálie 2:1 (1:0). (Finále SRN – Velká Británie 1:3). Celkové pořadí: 1. Velká Británie, 2. SRN, 3. Nizozemsko.